# Троицкий сельсовет (Чистоозёрный район)
Троицкий сельсовет — сельское поселение в Чистоозёрном районе Новосибирской области Российской Федерации.
Административный центр — село Троицкое.

## История
Статус и границы сельского поселения установлены Законом Новосибирской области от 2 июня 2004 года № 200-ОЗ «О статусе и границах муниципальных образований Новосибирской области»

## Население
| 2002 | 2010 | 2012 | 2013 | 2014 | 2015 | 2016 |
| ---- | ---- | ---- | ---- | ---- | ---- | ---- |
| 727  | ↘564 | ↘543 | ↘540 | ↘537 | ↘531 | ↘527 |
| 2017 | 2018 | 2019 | 2020 | 2021 |      |      |
| ↘522 | ↘505 | ↘494 | ↘476 | ↘461 |      |      |

## Состав сельского поселения
| № | Населённый пункт | Тип населённого пункта       | Население |
| - | ---------------- | ---------------------------- | --------- |
| 1 | Новый Кошкуль    | деревня                      | ↘62       |
| 2 | Старый Кошкуль   | деревня                      | ↘57       |
| 3 | Троицкое         | село, административный центр | ↘445      |